# Bellingwolde

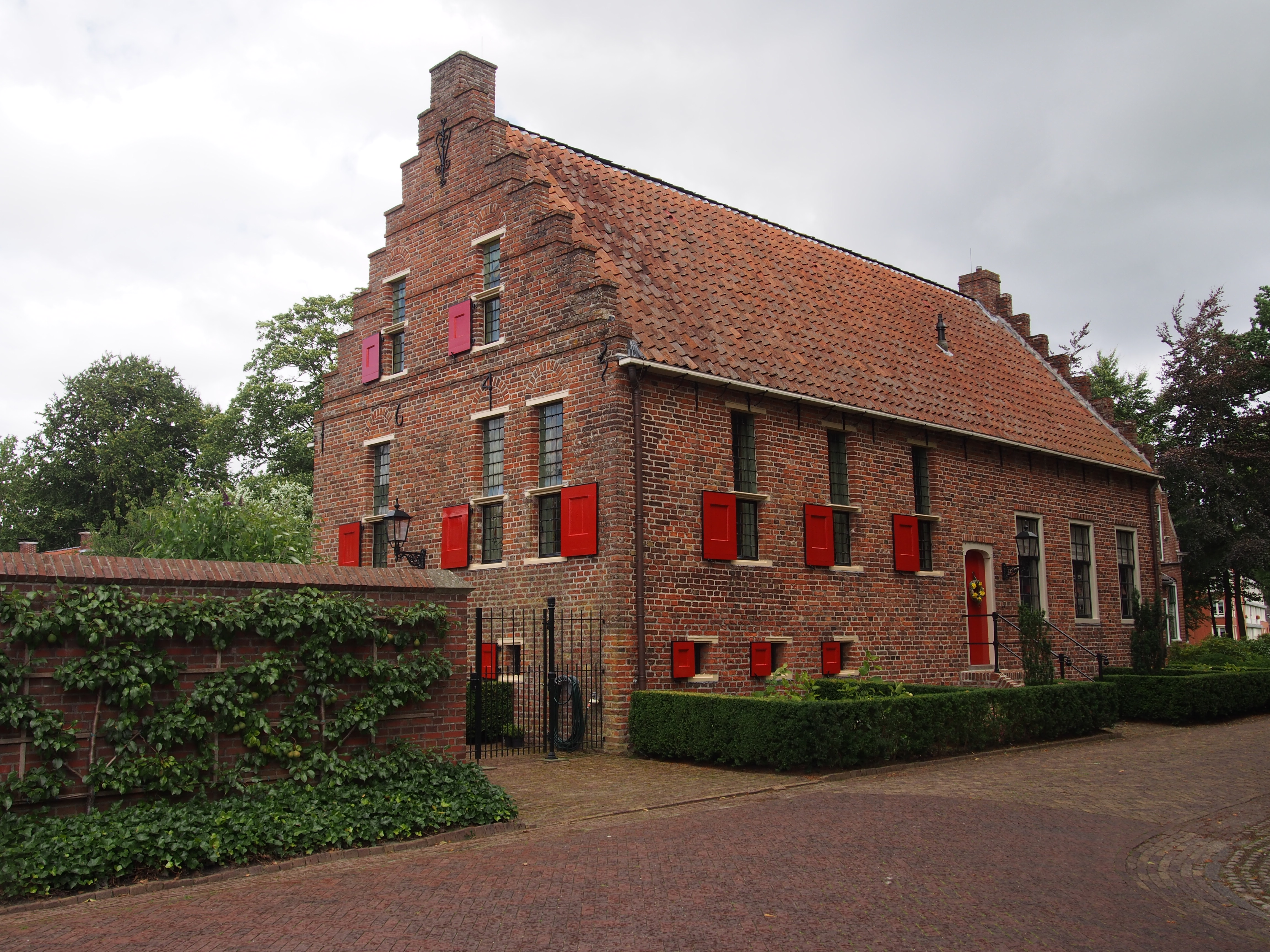
Bellingwolde: la Rechthuis

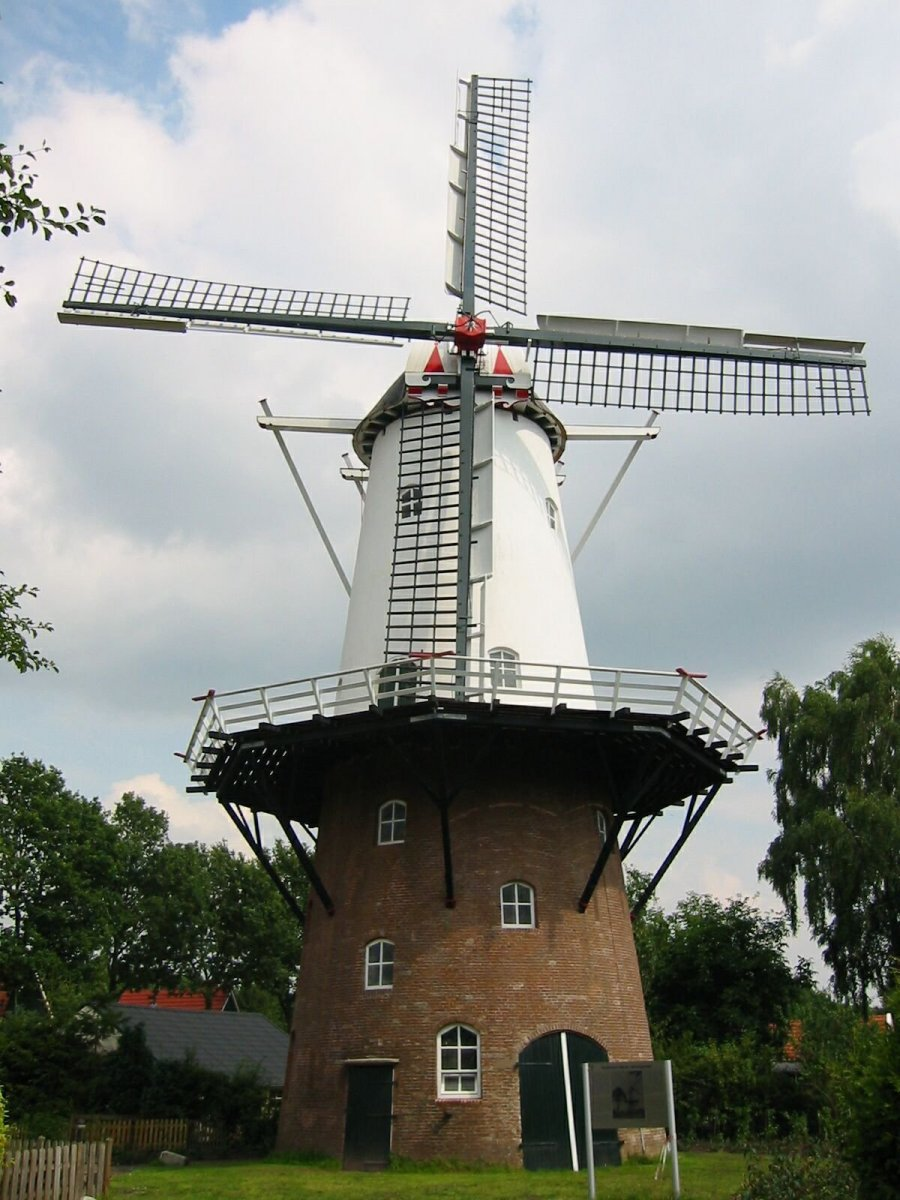
Bellingwolde: il Veldkamp's Meuln

Bellingwolde (in Gronings: Benningwold) è una località di circa 4 200 abitanti del nord-est dei Paesi Bassi, facente parte della provincia di Groninga e situato nella regione di Westerwolde, al confine con la Germania.  Dal punto di vista amministrativo, si tratta di un ex-comune, dal settembre 1968 inglobato nella nuova munipalità di Bellingwedde.

## Geografia fisica
Il villaggio di Bellingwolde si trova nella parte sud-orientale della provincia di Groninga, esattatmente lungo il confine con il Land tedesco della Bassa Sassonia, tra le località di Nieuweschans e Bourtange (rispettivamente a sud della prima e a nord della seconda) e a pochi chilometri a sud-est di Vlagtwedde.

## Storia

### Dalla fondazione ai giorni nostri
Il villaggio di Bellingwolde è menzionato per la prima volta nel 1391. Tuttavia le sue origini risalgono almeno all'anno 1000.
Il 1º settembre 1968 il comune di Bellingwolde si unì a quello di Wedde per formare la nuova municipalità di Bellingwedde.

### Simboli
Nello stemma di Bellingwolde è raffigurato un monastero in stile romanico.

## Monumenti e luoghi d'interesse
Benningwolde vanta 41 edifici classificati come rijksmonumenten.

### Architetture religiose

#### Magnuskerk
Tra i principali edifici di Bellingwolde, figura la Magnuskerk, chiesa situata nella Hoofdweg e risalente al 1720.

#### Baptistenkerk
Altro edificio religioso di Bellinwolde è la Baptistenkerk, situata nella Rhederweg e risalente al 1890.

#### Rehoboth
Più recente è il Rehoboth, edificio religioso situato nella Hoofdweg e risalente al 1918.

### Architetture civili

#### Rechthuis
Altro edificio storico di Bellingwolde è la Rechthuis: costruita nella forma attuale nel 1643, ma le cui origini risalgono probabilmente al 1456, fu utilizzata fino al 1811 dai giudici di Bellingwolde- Blijham.

#### Veldkamp's Meul'n
Altro edificio d'interesse ancora è il Veldkamp's Meul'n, un mulino a vento risalente al 1855.

## Cultura

### Musei
- Streekmuseum De Oude Wolden[1][13]

## Geografia antropica

### Suddivisioni amministrative
Buurtschappen
- Den Ham
- De Lethe
- Lutje Ham
- Rhederbrug
- Rhederveld (parte)